# Kotono Mitsuishi
Kotono Mitsuishi (三石 琴乃 Mitsuishi Kotono?,  Toda, Prefectura de Saitama, 8 de diciembre de 1967) es una seiyū y narradora japonesa. De pequeña, vivió en Nagareyama, Chiba. Mitsuishi se graduó de la preparatoria en 1986, y entró a la Katsuta Voice Actor's Academy,  estuvo en la misma clase que Toshiyuki Morikawa, Wataru Takagi, Chisa Yokoyama, Sachiko Sugawara y Michiko Neya. Mientras atendía a la academia, empezó a trabajar de medio tiempo como chica de elevador en el edificio Sunshine 60. Después de eso, obtuvo trabajo de oficinista, pero por tomarse mucho tiempo libre, fue forzada a renunciar.
En 1988, Mitsuishi hizo su debut en la actuación de voz como Tomoyo en el OVA de Ace wo Nerae! 2. Se convirtió en una celebridad instantánea por su papel de Usagi Tsukino, la protagonista de Sailor Moon, y su popularidad incrementó nuevamente con su papel de Misato Katsuragi en Neon Genesis Evangelion, y Boa Hancock en One Piece. Ella es considerada una de las actrices de voz más influyentes del negocio; la adaptación animada de Ebichu fue producida principalmente por el interés de Mitsuishi en el proyecto.
Mitsuishi mide 1,60 y pesa 46 kg. Mitsuishi está casada desde el 8 de diciembre de 1999 y tiene una hija. Continuando con sus hábitos de juventud, conduce una motocicleta Yamaha FZ250 Phazer. Mitsuishi es una freelancer y anteriormente estuvo afiliada a Arts Vision.

## Filmografía

### Anime
- Angelic Layer (Shoko Asami)
- Anpanman (Maron-kun)
- Assassination Classroom (Hiromi Shiota)
- Baka to Test to Shōkanjū (Aoi Kogure)
- Boku wa Mari no Naka (La abuela de Mari)
- Baketsu de Gohan (Mint)
- Blue Seed (Koume Sawaguchi)
- Buttobi CPU (Quadra)
- Cardcaptor Sakura (Maki Matsumoto)
- Claymore (Jean)
- Corrector Yui (Freeze)
- Crayon Shin-chan (Masumi Ageo)
- Cyber City Oedo 808 (Mujer)[2]
- Danganronpa 3: The End of Kibougamine Gakuen (Peko Pekoyama)
- Date A Live (Narración)
- Detective Academy Q (Hitomi Tachikawa)
- Detective Conan (Hidemi Hondō/Rena Mizunashi (Kir), Yuri Konno)
- Doraemon (2005) (Tamako Nobi/Madre de Nobita)
- Ebichu (Oruchuban Ebichu)
- El Cazador de la Bruja (Chairperson)
- Eromanga Sensei (Narración)
- Excel Saga (Excel)
- Fatal Fury (Mai Shiranui)
- Flame of Recca (Kagebōshi, Kagerō)
- Fruits Basket (2001) (Kagura Sohma)
- Fukigen na Mononokean (Tomori)
- Fullmetal Alchemist (Gracia Hughes)
- Future GPX Cyber Formula (Asuka Sugō)
- GEAR Fighter Dendō (Orie Kusanagi, Bega, narrator, announcer)
- Genji Tsūshin Agedama (Ibuki Hiraya)
- Ghost Stories (Kayako Miyanoshita)
- Ginga Sengoku Gunyūden Rai (Shimon)
- Great Teacher Onizuka (Urumi Kanzaki)
- Mobile Suit Gundam Series
  - After War Gundam X (Toniya Malme)
  - Mobile Suit Gundam SEED (Murrue Ramius, Haro, Ezaria Joule, narrator)
  - Mobile Suit Gundam SEED Destiny (Murrue Ramius, narrator)
  - Gundam Build Fighters (Rinko Iori, Lucas Kankaansyrjä, Murrue Ramius)
- Hana no Mahōtsukai Marybelle (Ribbon)
- Hare Tokidoki Buta (Kazuko-sensei)
- Hidamari no Ki (Oshina)
- High School Mystery: Gakuen 7 Fushigi (Yukari Kawai, female student B)
- Hunter × Hunter (2011) (Cocco)
- Hyper Police (Fonne Walkure)
- Irresponsible Captain Tylor (Kim Kyung Hwa)
- Jibaku Shōnen Hanako-kun (Sirena)
- Jujutsu Kaisen (Mei Mei)
- Kamikaze Kaitō Jeanne (Saki Matsubara)
- King of Bandit Jing (Izarra)
- Kishin Dōji Zenki (Nagi)
- Kocchi Muite! Miiko (Mama)
- Konjiki no Gash Bell! (Elle Chivas, Riya)
- KonoSuba! (Súcubo Rosa)
- Kore wa Zombie Desu ka? (Eucliwood Hellscythe)
- Kyatto Ninden Teyandee (Oishi, Okoto)
- Legendz (Killbeat)
- Macross 7 - Fleet of the Strongest Women (Chlore)
- Mahoraba (Yū Minazuki)
- Monster Rancher (Pixie)
- Mashin Hero Wataru 2 (Clementina)
- Naruto Shippūden (Shiseru)
- Neon Genesis Evangelion (Misato Katsuragi)
- Nintama Rantarō (Yamabuki, Ayaka)
- Noir (Mireille Bouquet)
- One Piece (Boa Hancock)
- Paranoia Agent (Harumi Chōno)
- Pocket Monsters (Ditto/Metamon)
- Pokémon Advanced Generation (Kuruyo)
- Sailor Moon y Sailor Moon Crystal (Usagi Tsukino, Reina Serenity y Chibi Chibi (Sailor Moon Sailor Stars))
- Saiyuki (Shunhua)
- Shaman King (2021) (Sati Saigan)
- Shōjo Kakumei Utena (Juri Arisugawa)
- Slayers Evolution R (Gduza)
- Sorcerous Stabber Orphen: Revenge (Leticia MacCredy)
- Spiral: Suiri no Kizuna (Madoka Narumi)
- Steel Angel Kurumi (Misaki Kagura)
- Suite PreCure (Hummy)
- Sumebato no Cosmos Shō: Suttoko Taisen Dokkoidā (Sayuri Yurine, Hiyashinsu)
- Super Dangan Ronpa 2: Sayonara zetsubou gakuen (Peko Pekoyama)
- Taiso Samurai (Tomoyo Aragaki)
- Tales of Eternia: The Animation (Ekusushia)
- Those Who Hunt Elves (Celcia Marie Claire)
- Time Bokan 24 (Florence Nightingale)
- Tsugumomo (Kanaka Kagami)
- Urusei Yatsura (2022) (Madre Mizunokōji)
- Variable Geo (Yuka Takeuchi)
- Wedding Peach (Potamos)
- Yaiba (Sayaka Mine)
- Yuki no Jo-ō (Aunete)
- Zombie Land Saga (Tae Yamada)

### OVA
- 10 Tokyo Warriors (Hakiri)
- Ace wo Nerae!  2 (Tomoyo)
- Arslan Senki (Étoile)
- Tokyo Revelation (Saki Yagami)
- Hiyokoi (Miyoko Mitani)
- OVAs de Sailor Moon (Usagi Tsukino y Chibi Chibi)
- Detective Conan OVA 1: Conan Vs KID Vs Yaiba (Sayaka Mine, Yuri Konno)
- Legend of the Galactic Heroes (Karin)
- Yamato 2520 (Maki)

### Películas
- Digimon Tamers: Battle of Adventurers (Minami Uehara)
- Evangelion: 1.0 You Are (Not) Alone (Misato Katsuragi)
- Evangelion: 2.0 You Can (Not) Advance (Misato Katsuragi)
- Evangelion 3.0: You Can (Not) Redo (Misato Katsuragi)
- Evangelion: 3.0+1.0 Thrice Upon a Time (Misato Katsuragi)
- Evangelion: Death and Rebirth (Misato Katsuragi)
- The End of Evangelion (Misato Katsuragi)
- Fatal Fury: The Motion Picture (Mai Shiranui)
- Fullmetal Alchemist: Conquistador de Shamballa (Gracia Hughes)
- Hunter × Hunter: The Last Mission (Cocco)
- Pokémon the Movie 2000: The Power of One (Captain Michiko)
- Pretty Cure All Stars New Stage: Friends of the Future (Hummy)
- Pretty Guardian Sailor Moon Eternal (Usagi Tsukino)
- Pretty Guardian Sailor Moon Cosmos: The Movie (Usagi Tsukino, Chibi Chibi)
- Revolutionary Girl Utena (Juri Arisugawa)
- Sailor Moon R movie (Usagi Tsukino)
- Sailor Moon S The movie (Usagi Tsukino)
- Suite PreCure: Torimodose! Kokoro ga Tsunagu Kiseki no Melody! (Hummy)
- Películas de Doraemon (Segunda etapa) (Tamako Nobi)
- X-1999 (Satsuki Yatōji)

### Videojuegos
- Cowboy Bebop: Tsuioku no Serenade (Ellen McCarthy)
- Danganronpa 2: Goodbye Despair (Peko Pekoyama)
- Danganronpa V3: Killing Harmony (Peko Pekoyama)
- Dead or Alive series (Christie)
- Dragon Half (Mink)
- One Piece: Pirate Warriors (Boa Hancock)
- One Piece: Pirate Warriors 2 (Boa Hancock)
- One Piece: Pirate Warriors 3 (Boa Hancock)
- Magia Record: Puella Magi Madoka Magica Gaiden (Yusa "Yu" Yumeno)
- J-Stars Victory Vs (Boa Hancock)
- 3×3 Eyes: Seima Densetsu (Satie)
- Honkai: Star Rail (Jade)
- Knuckle Heads (Claudia Silva)
- Videojuegos de Sailor Moon (Usagi Tsukino)
- Videojuegos de Evangelion (Misato Katsuragi)
- Namco x Capcom (Kyoko Minazuki)
- Project X Zone 2 (Sheath)
- Super Smash Bros. Ultimate (Ditto)
- Tower of Fantasy (Rubilia)
- Princess Connect! (Mitsuki Yoigahama)

### Acción real
- Love & Pop (Radio DJ)
- Shuriken Sentai Ninninger (Ariake no Kata) (Sólo la voz)
- The End of Evangelion: Renewal (Misato Katsuragi) (Secuencia de acción en vivo de 11 minutos inédita incluida en la caja de Renewal of Evangelion)

### Radio
- Mitsuishi Kotono · Bukkatsu Shiyo!
- Mitsuishi Kotono no Eberu Nights
  - Mitsuishi Kotono no Eberu Nights II
- Stardust Dream

### Otros Trabajos
- Hakkutsu! Aru Aru Daijiten (narrator)
- I Wish You Were Here (internet streaming broadcast)
- Koe · Asobu Club
- Nandemo Q (NHK) (narrator, Urara, multiple other characters)
- Neon Genesis Evangelion pachinko and pachinko slots series (Misato Katsuragi)
- Seishun Adventure: Īsha no Fune (Īsha no Fune)
- Tatta Hitotsu no Chikyū (Otohime)
- Uchi Kuru!? (narrator)

### CD-Drama
- School Days (Kotonoha Katsura)
- Hitorijime: Choukyou Ganbou (Rei Sadaoka)
- Boku wa Mari no Naka (La abuela de Mari)
- Video Girl Ai (Moemi Hayakawa)

### Doblaje
- Adventure Time (Ice Queen)
- Baywatch (Summer Quinn)
- Chicken Little (Tina)
- Grey's Anatomy (Dra. Meredith Grey)
- Shazam! (Rosa Vásquez)
- The Next Karate Kid (Julie Pierce)

## Discografía

### Solista
- 1993: Mo' Merry [PICA-1010]
- 1994: A・Ha・Ha [PICA-1027]
- 1994: Cotton Colour [PICA-1036]
- 1995: Birthday of the Sun [PICA-1061]
- 1995: Koto-cha wan no Itsumoissho Kenmei – Kotochawanderland [PICA-1079]
- 1996: Yasashi Otona ni Naru Tame ni [PICA-1094]
- 1998: Niku to Kokoro [TYCY-5608/9]

### Humming Bird (1993-1995)
- 1993: Hummingbird FIRST FLIGHT [TYCY-5311]
- 1993: ハミングバード　太陽と裸 [TYCY-5316]
- 1993: 熱狂の"裸・Eve" Summer Aviation Tour '93 [TYCY-5337]
- 1994: ハミングバード '94夏 トラ・トラ・トラ！ [TYCY-5391]
- 1994: ハミングバード外伝"ザッツ・ミュージカル"卯月の反乱～こんな日が来るなんて [TYCY-5398]
- 1995: ハミングバードザッピングＣＤ – Vols. 1–5 [TYCY-5418 – TYCY-5422]
- 1995: ハミングバード 山虎 '95風の唄＆夢の場所へ [TYCY-5441]
- 1995: さよならハミングバード [TYCY-5450]
- 1995: Hummingbird GRAND FINALE at SHIBUYA-Kokaido [TYCY-5462/3]
- 1995: Hummingbird SISTERS [TYCY-5471]

### Angels (1997-1998)
- 1997: THE SONG FOR SONGS [NACL-1274]
- 1998: THE SONG FOR SONGS 2 [COR-14921]